# 1803年の相撲
1803年の相撲（1803ねんのすもう）は、1803年の相撲関係のできごとについて述べる。

## 興行
- 3月場所（江戸相撲）[1]
  - 興行場所:朝倉御藏前八幡宮社内
  - 6月24日（旧5月6日）より晴天10日間興行
    - 麻疹流行のため7日目で打ち切り。
- 7月場所（大坂相撲）[1]
  - 興行場所:南堀江
  - 9月13日（旧7月28日）より興行
- 8月場所（京都相撲）[1]
  - 興行場所:二条川東
  - 9月27日（旧8月12日）より興行
- 10月場所（江戸相撲）[2]
  - 興行場所:本所回向院
  - 12月3日（旧10月20日）より晴天10日間興行